# Germania Metternich
Germania Metternich – niemiecki klub piłkarski, grający obecnie w Bezirkslidze Rheinland – Mitte (odpowiednik siódmej ligi), mający siedzibę w mieście Koblencja (w dzielnicy Metternich), leżącym w Nadrenii-Palatynacie.

## Historia
- 1912 – został założony jako FC Germania Metternich
- 1945 – połączył się z ASV Eiche Metternich tworząc SpVgg Metternich (Sportvereinigung Metternich)
- 1947 – połączył się z TV Metternich (Turnverein Metternich)
- 1950 – odłączenie się od klubu SpVgg Metternich jako FC Germania Metternich

## Sukcesy
- 4 sezony w 2. Oberlidze Südwest (2. poziom): 1957/58 i 1960/61-62/63.
- 2 sezony w Regionallidze Südwest (2. poziom): 1964/65 i 1966/67.
- 10 sezonów w Amateurlidze Rheinland (3. poziom): 1956/67, 1958/59-59/60, 1963/64, 1965/66 i 1967/68-71/72.
- 2 sezony w Verbandslidze Rheinland (4. poziom): 1983/84-84/85.
- 1 sezon w Oberlidze Südwest (4. poziom): 2000/01.
- mistrz Amateurliga Rheinland Gruppe Ost (3. poziom): 1957 (awans do 2. Oberligi Südwest)
- mistrz Amateurliga Rheinland Gruppe West (3. poziom): 1959 (przegrywa baraże o awans do 2. Oberligi Südwest)

oraz 1960 (awans do 2. Oberligi Südwest)
- mistrz Amateurliga Rheinland (3. poziom): 1964 i 1966 (awanse do Regionalligi Südwest)
- mistrz Bezirksliga Rheinland (4. poziom): 1956 (awans do Amateurligi Rheinland Gruppe Ost)
- mistrz Bezirksliga Rheinland Gruppe Mitte (5. poziom): 1983 (awans do Verbandsligi Rheinland)
- mistrz Verbandsliga Rheinland (5. poziom): 2000 (awans do Oberligi Südwest)
- mistrz Bezirksliga Rheinland Gruppe Mitte (6. poziom): 1994 i 1997 (awanse do Verbandsligi Rheinland)
- mistrz Rheinland Pokal (Puchar Nadrenii): 1957 i 1968

## Sezony
| Lata    | Liga                              | Pozycja |
| 1996-97 | Bezirksliga Rheinland Mitte (VI)  | 1 ↑     |
| 1997-98 | Verbandsliga Rheinland (V)        | 6       |
| 1998-99 | Verbandsliga Rheinland            | 8       |
| 1999-00 | Verbandsliga Rheinland            | 1 ↑     |
| 2000-01 | Oberliga Südwest (IV)             | 20 ↓    |
| 2001-02 | Verbandsliga Rheinland (V)        | 13      |
| 2002-03 | Verbandsliga Rheinland            | 16 ↓    |
| 2003-04 | Bezirksliga Rheinland Mitte (VI)  | 6       |
| 2004-05 | Bezirksliga Rheinland Mitte       | 9       |
| 2005-06 | Bezirksliga Rheinland Mitte       | 12      |
| 2006-07 | Bezirksliga Rheinland Mitte       | 6       |
| 2007-08 | Bezirksliga Rheinland Mitte       | 3       |
| 2008-09 | Bezirksliga Rheinland Mitte (VII) | 4       |
| 2009-10 | Bezirksliga Rheinland Mitte       | 2       |
| 2010-11 | Bezirksliga Rheinland Mitte       | 2       |
| 2011-12 | Bezirksliga Rheinland Mitte       | ?       |